# Ystad (comune)
Ystad è un comune svedese di 28 326 abitanti, situato nella contea di Scania. Il suo capoluogo è la cittadina omonima.

## Località
Nel territorio comunale sono comprese le seguenti aree urbane (tätort):
| # | Località        | Popolazione |
| - | --------------- | ----------- |
| 1 | Ystad           | 17 286      |
| 2 | Köpingebro      | 1 060       |
| 3 | Svarte          | 836         |
| 4 | Nybrostrand     | 675         |
| 5 | Löderup         | 558         |
| 6 | Sövestad        | 376         |
| 7 | Glemmingebro    | 349         |
| 8 | Hedeskoga       | 280         |
| 9 | Stora Herrestad | 258         |

## Amministrazione

### Gemellaggi
- Druskininkai
- Świnoujście